# Stalag XI-B

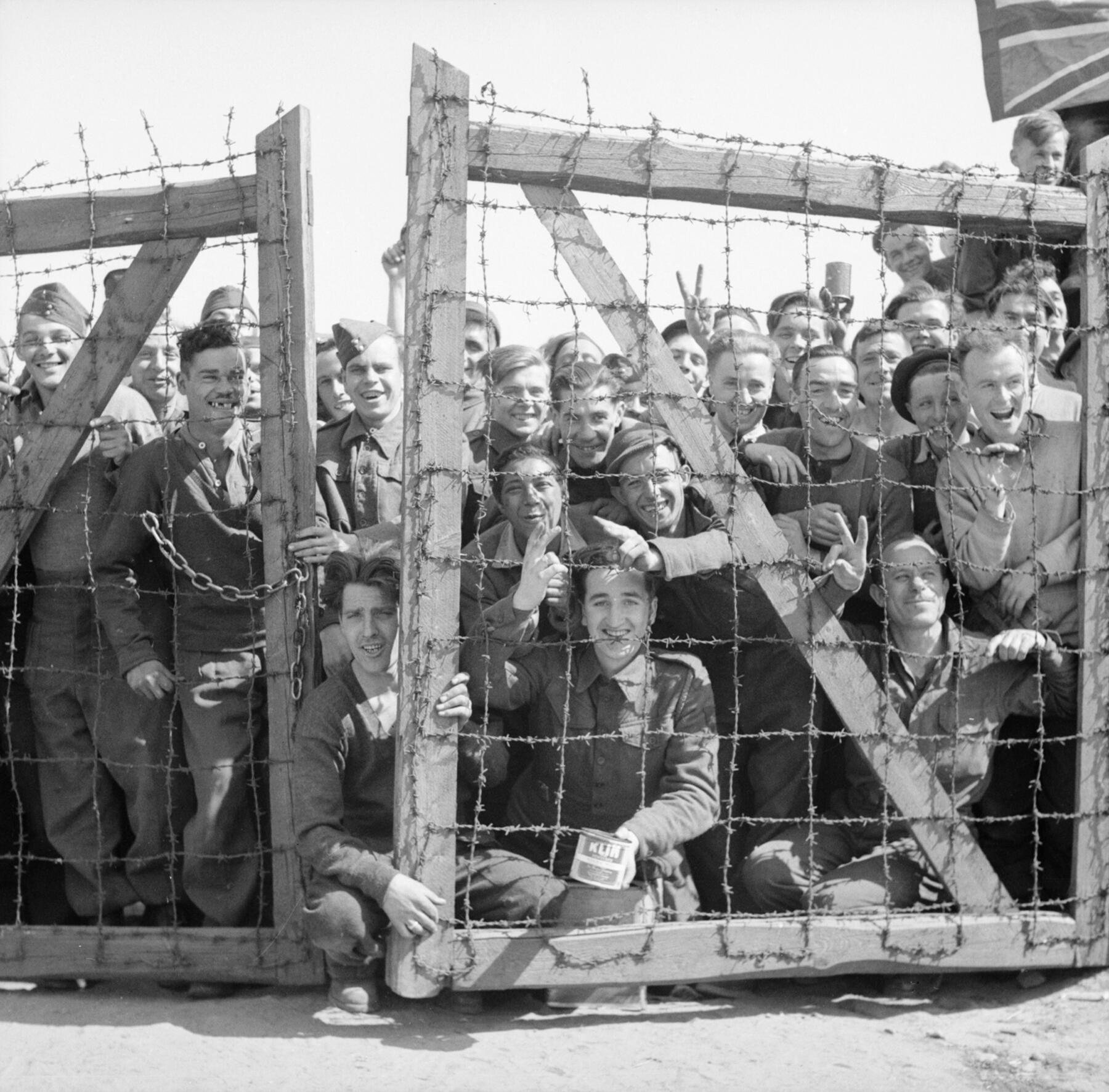
Prisonniers de guerre au Stalag XI B de Fallingbostel en Allemagne, accueillent leur libérateurs, 16 Avril 1945.

Le stalag XI B est le camp de Fallingbostel situé dans la lande de Lunebourg en Basse-Saxe, traversé par le Boehme, un affluent de l'Aller.